# La Bibbia giorno e notte
La Bibbia giorno e notte è stato un evento televisivo trasmesso dalla Rai dal 5 all'11 ottobre 2008, in una sequenza non stop durata 139 ore (quasi 6 giorni), durante le quali, nella basilica di Santa Croce in Gerusalemme in Roma, è stato letto l'intero testo della Bibbia.
La lettura è stata iniziata alle 19:08 del 5 ottobre 2008 da papa Benedetto XVI, che ha letto il primo capitolo della Genesi, seguito da un cast di 1452 lettori, molti dei quali sono personalità provenienti da tutto il mondo, inclusi rappresentanti di altre religioni, quali l'Ebraismo e l'Islam.
Tra i vari lettori, l'ex presidente della Repubblica italiana Carlo Azeglio Ciampi, Giulio Andreotti, Roberto Benigni, Maria Grazia Cucinotta, Fabrizio Frizzi, a cui hanno dato il cambio anche persone comuni, compreso un bambino. L'ultimo lettore è stato il cardinale Tarcisio Bertone.
La prima e l'ultima ora dell'evento, terminato alle 13:17 dell'11 ottobre 2008, sono state trasmesse da Rai 1 in Eurovisione, mentre la trasmissione integrale è avvenuta sul canale satellitare Rai Edu2 (Sky canale 806) e in rete sul sito ufficiale dell'evento stesso.
L'8 marzo 2009, durante la cerimonia di consegna del Premio Regia Televisiva, la lunga maratona è stata premiata come "Premio speciale".